# Лугачкоцветни
Лугачкоцветните (Dipsacales) са разред покритосеменни растения от групата на астеридите. В класификацията на Групата по филогения на покритосеменните от 2009 г. разредът включва само две семейства, Мешковицови и едно широко дефинирано семейство Бъзови. Тази класификация се запазва и в актуализацията към март 2022 г. Някои добре познати членове на разред Лугачкоцветни са орлови нокти, бъз, калина.
Според системата на Кронкист разредът включва четири семейства:
- Adoxaceae – Мешковицови
- Caprifoliaceae – Бъзови
- Dipsacaceae – Лугачкови
- Valerianaceae – Дилянкови